# Виноград, Семён Михайлович
Семён Миха́йлович Виногра́д (29 марта 1928, Харьков — 1994, Тольятти) — советский архитектор.

## Биография
В 1949 году окончил архитектурный факультет Харьковского инженерно-строительного института. Работал на строительстве Волго-донского канала, где проектировал посёлки в Волгоградской и Ростовской областях.
В 1952 году переехал на строительство Куйбышевского гидроузла, руководил правобережным проектным отделом управления Куйбышевгидрострой, располагавшимся в Жигулёвске.
С 1959 года Семён Виноград возглавил сектор гражданского проектного института «Промстройпроект» в Ставрополе (ныне Тольятти).
В 1964 году стал начальником Тольяттинского сектора института «Куйбышевгражданпроект».
С 1975 года заместитель начальника, главный архитектор гражданского управления капитального строительства ВАЗа.
Создатель и первый председатель Тольяттинской организации Союза архитекторов, член правления Союза архитекторов России. Неоднократно избирался депутатом горсовета. Более 20 лет был активным членом Тольяттинского отделения Союза Советских обществ «Дружбы и культурных связей с зарубежными странами». Лектор общества «Знание».

## Работы
Автор проекта мемориала в честь 40-летия Победы в Великой Отечественной войне
Виноград — автор проектов десятков зданий, музыкальных школ и библиотек, профилакториев «Ставрополь» и «Прилесье», кварталов и микрорайонов городов Тольятти, Сызрани, Жигулёвска и Октябрьскаа.
Среди работ Семена Винограда: Дворец культуры «Тольятти» (бывший ДК «Синтезкаучук»), ДКиТ ВАЗа, Дворец спорта «Волгарь», Дворец пионеров Автозаводского района, ТЦ «Русь». Автор проекта мемориала в честь 40-летия Победы в Великой Отечественной войне

## Награды
- два ордена «Знак почёта»[1];
- Ветеран труда[1].
- премия Ленинского комсомола (в рядах коллектива авторов дворца культуры «Синтезкаучук»)[1].

## Память
Летом 2008 года на бывшем здании института «Гражданпроект» была установлена мемориальная доска памяти основателя института С. М. Винограда. Автором доски является тольяттинский скульптор Виктор Фомин.